# Pharaphodius tschakai
Pharaphodius tschakai är en skalbaggsart som beskrevs av Rudolph Petrovitz 1964. Pharaphodius tschakai ingår i släktet Pharaphodius och familjen Aphodiidae. Inga underarter finns listade i Catalogue of Life.